# Pseudactinoposthia saltans
Pseudactinoposthia saltans är en plattmaskart som beskrevs av Jürgen Dörjes 1968. Pseudactinoposthia saltans ingår i släktet Pseudactinoposthia och familjen Actinoposthiidae. Inga underarter finns listade i Catalogue of Life.